# Anna Monika Siepmann
Anna Monika Siepmann (* 26. Januar 2004) ist eine deutsche Taekwondoin und aktive Wettkämpferin in der Formenlauf-Disziplin Pumsae.

## Sportliche Laufbahn
Siepmann begann 2010 im Alter von sechs Jahren mit dem Training der koreanischen Kampfkunst Taekwondo, ursprünglich zum Selbstverteidigungstraining. 2018 nahm sie an den Pumsae-Weltmeisterschaften in Taipeh teil. Als Teil des Juniorinnen-Teams wurde Siepmann bei den Europameisterschaften in Antalya 2019 Vizeeuropameisterin im Teamwettbewerb (Dreierteam).
2021 nahm Siepmann an den Pumsae-Europameisterschaften in Seixal, Portugal, teil und gewann eine Bronzemedaille im Einzelwettbewerb der Juniorinnen in den traditionellen Formen sowie gemeinsam mit ihrem Teamkollegen Tung-Duong Tim Do eine weitere Bronzemedaille im Paarlauf (ein Junge und ein Mädchen im Zweierteam).
Im Kadetten- und Juniorenbereich wurde Siepmann insgesamt sieben Mal Deutsche Meisterin, fünfmal Vizemeisterin und zweimal Bronzemedaillengewinnerin. Bei den Pumsae-Europameisterschaften 2023 in Innsbruck trat Siepmann gemeinsam mit Tung-Duong Tim Do bei den Seniorenwettkämpfen im Paarlauf an. Sie qualifizierten sich auf Platz drei für das Finale, erreichten in letzterem jedoch Platz sechs
Bei den Europameisterschaften in Tallinn gewann sie gemeinsam mit dem Pumsae-Team der Damen eine Bronzemedaille.

## Werdegang
2024 wurde Siepmann als Landestrainerin für den Bereich Technik (Pumsae) der Niedersächsischen Taekwondo-Union berufen.